# Tatra 72

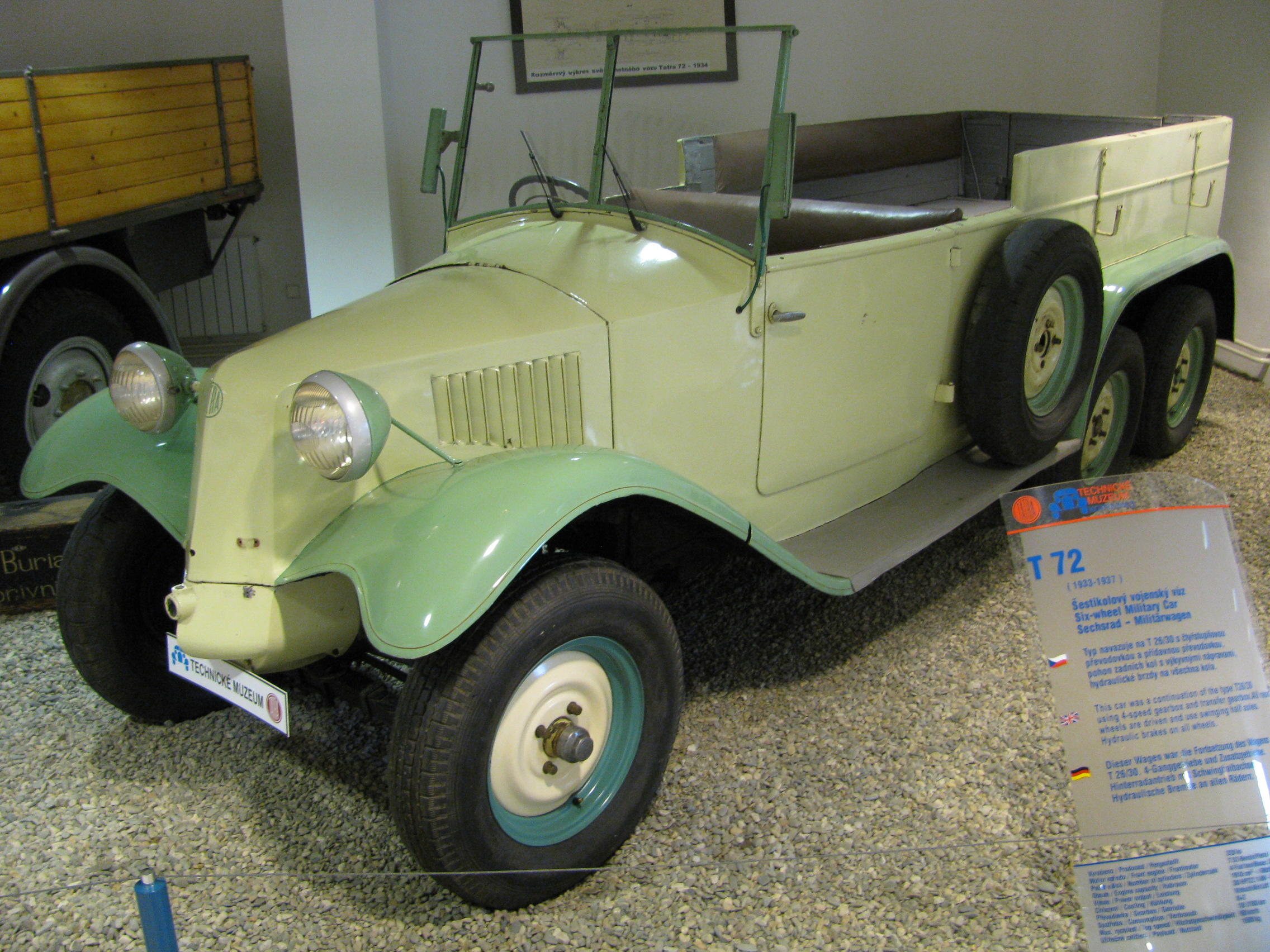
Tatra 72 im Tatra Museum

Der Tatra 72, den das Tatrawerk in Nesselsdorf 1933 herausbrachte, war der Nachfolger des 6-Rad-Wagens Tatra Typs 26/30.

## Entstehung und Technik
Bei Tatra wurden schon in den 1920er-Jahren Fahrzeuge mit Zentralrohrrahmen gebaut. Die Entwicklung bei Tatra wurde maßgeblich von Hans Ledwinka beeinflusst. Geländefahrzeuge mit Allradantrieb entstanden bei Tatra zur Anpassung der Fahrzeugproduktion auf dem Hintergrund von Anfragen für Militärfahrzeuge und den absehbaren Vorgaben zur Aufrüstung der Wehrmacht. Die Produktion von Militärfahrzeugen sollte die Beschäftigung der Tatrawerke absichern. Die spätere Kontingentierung der Automobilindustrie durch den Schell-Plan (1939) zeichnete sich schon Anfang der 1930er-Jahre für Fahrzeughersteller ab.
Der Tatra 72 hatte den gleichen obengesteuerten luftgekühlten Vierzylinder-Boxermotor mit 1910 cm³ Hubraum und 30–35 PS (22–25,7 kW) Leistung wie der Tatra 52. Ein Entwicklungsprototyp wurde als Tatra 71 bekannt. Das Fahrzeug wurde mit drei Achsen ausgestattet, von denen die hinteren beiden Achsen angetrieben waren. Das Getriebe bekam acht Vorwärts- und zwei Rückwärtsgänge. Die erreichbare Höchstgeschwindigkeit des 1800 kg schweren Wagens lag bei 90 km/h. Das Fahrgestell bestand aus Rohren, hatte eine Vorderachse mit Querblattfeder und Pendelachsen in der Mitte und hinten, versehen mit Ausleger-Längsblattfedern.
Es gab als Aufbauten einen offenen Mannschaftswagen, einen sogenannten „Break“ (geschlossenen Kastenwagen), einen 10-sitzigen Omnibus und einen Lastwagen sowie den Panzerwagen OA vz. 30. In vier Jahren wurden insgesamt 328 Fahrzeuge hergestellt. Nachfolger des Mannschaftswagens war ab 1935 der Typ 82.

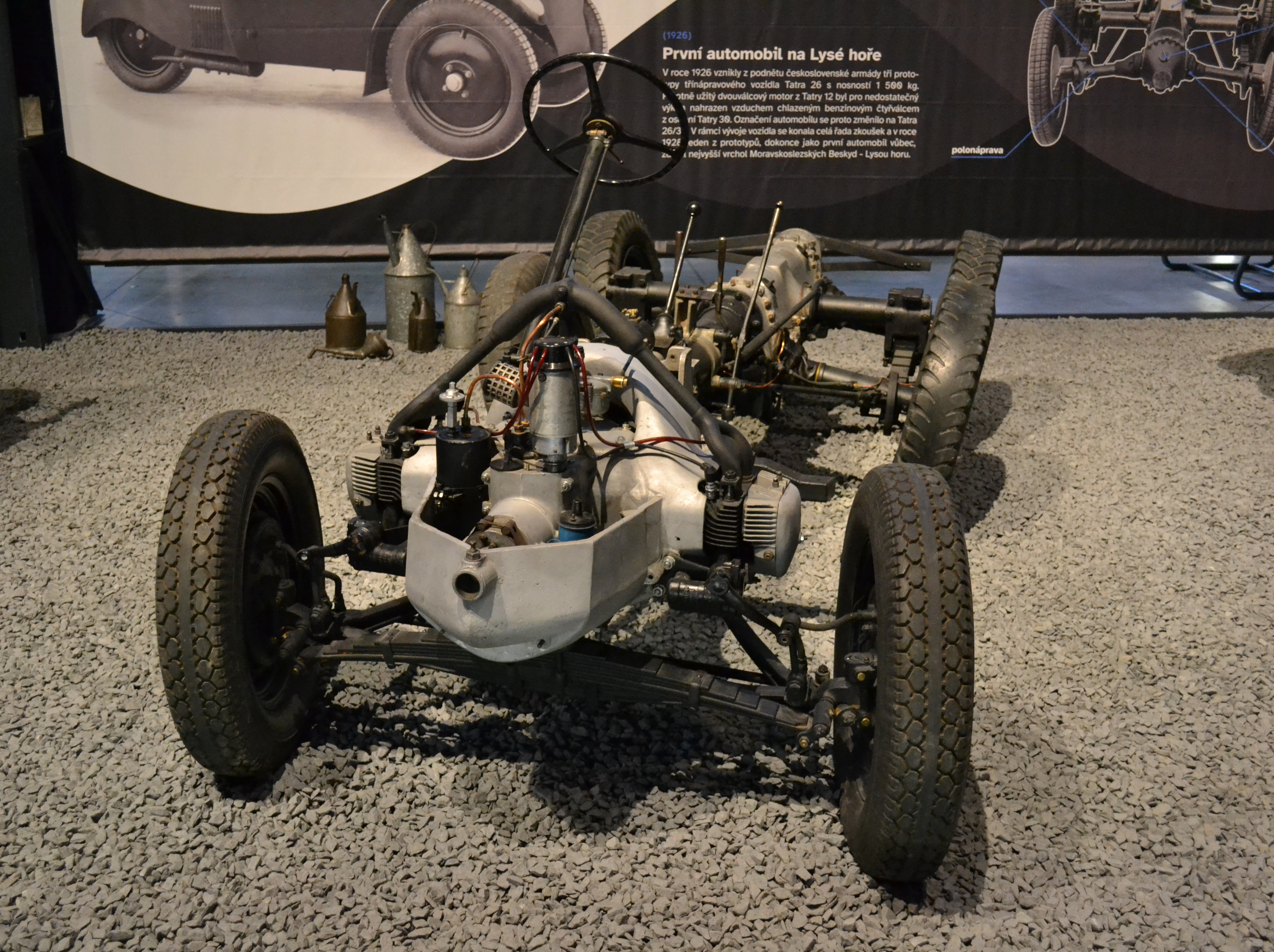
Tatra 72 externe Lizenzfertigung: ein Chassis des Lorraine 72.
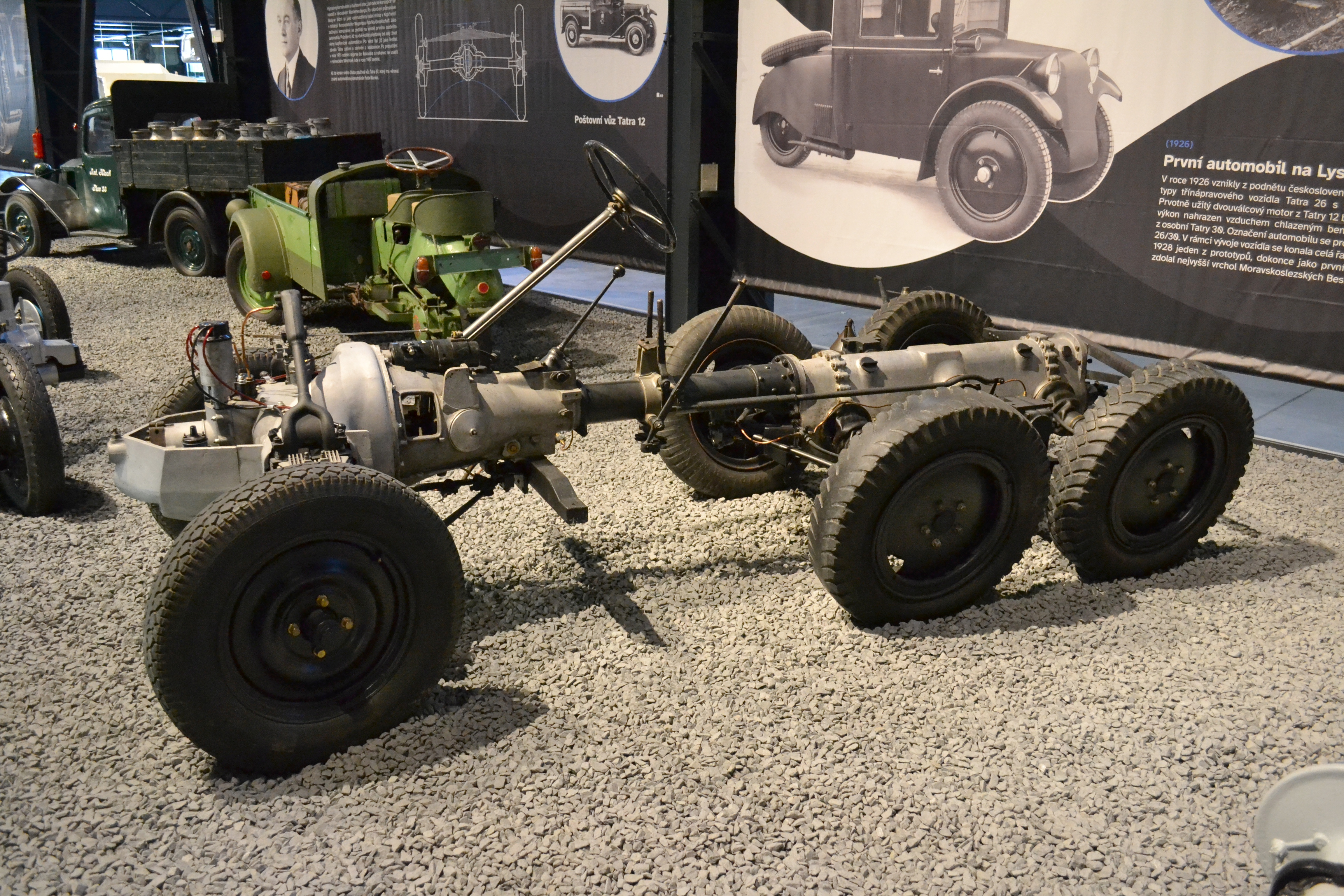
Zentralrohrrahmen-Chassis, Seitenansicht.
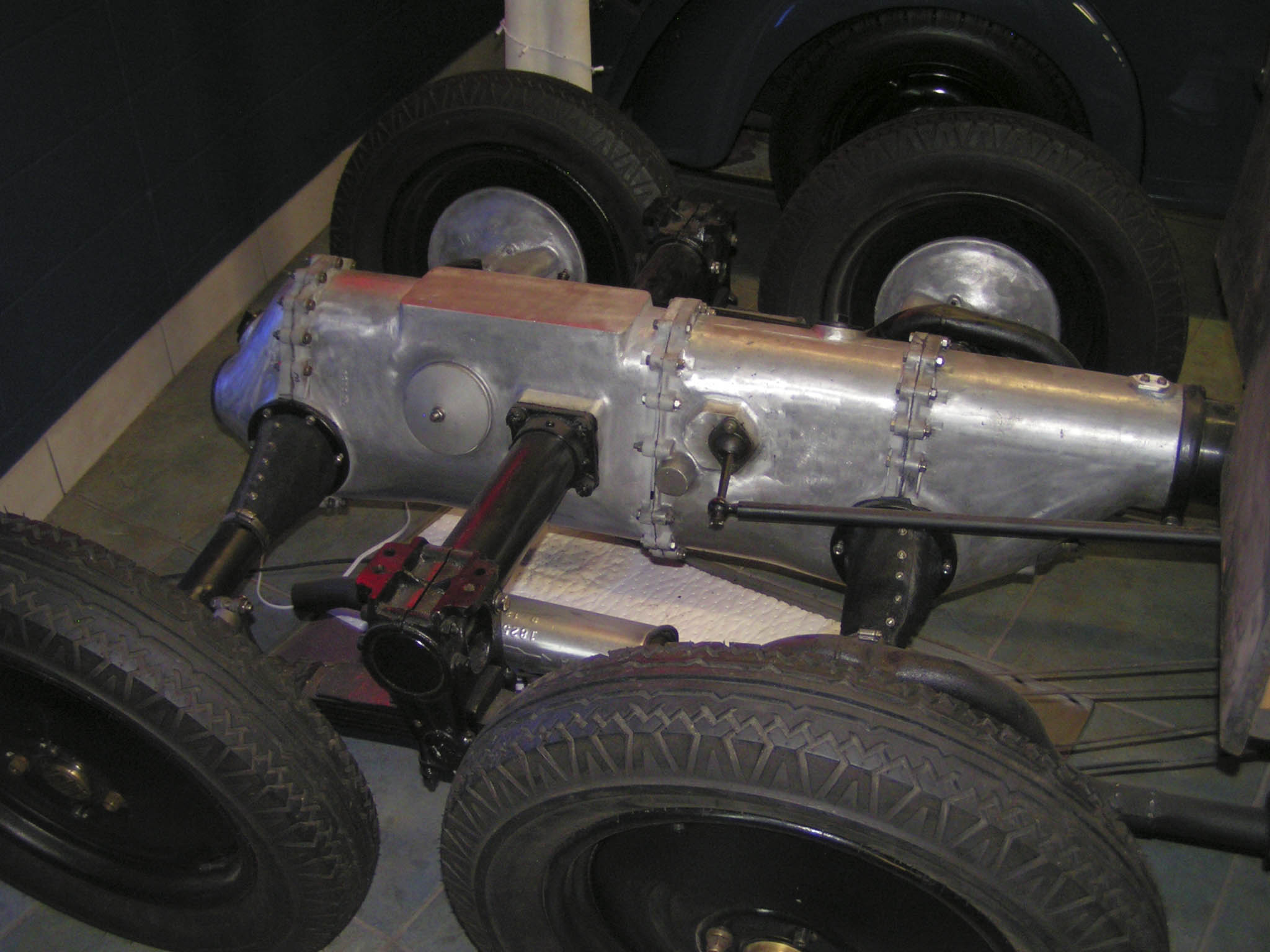
Tatra Zentralrohrrahmen-Doppelachse.
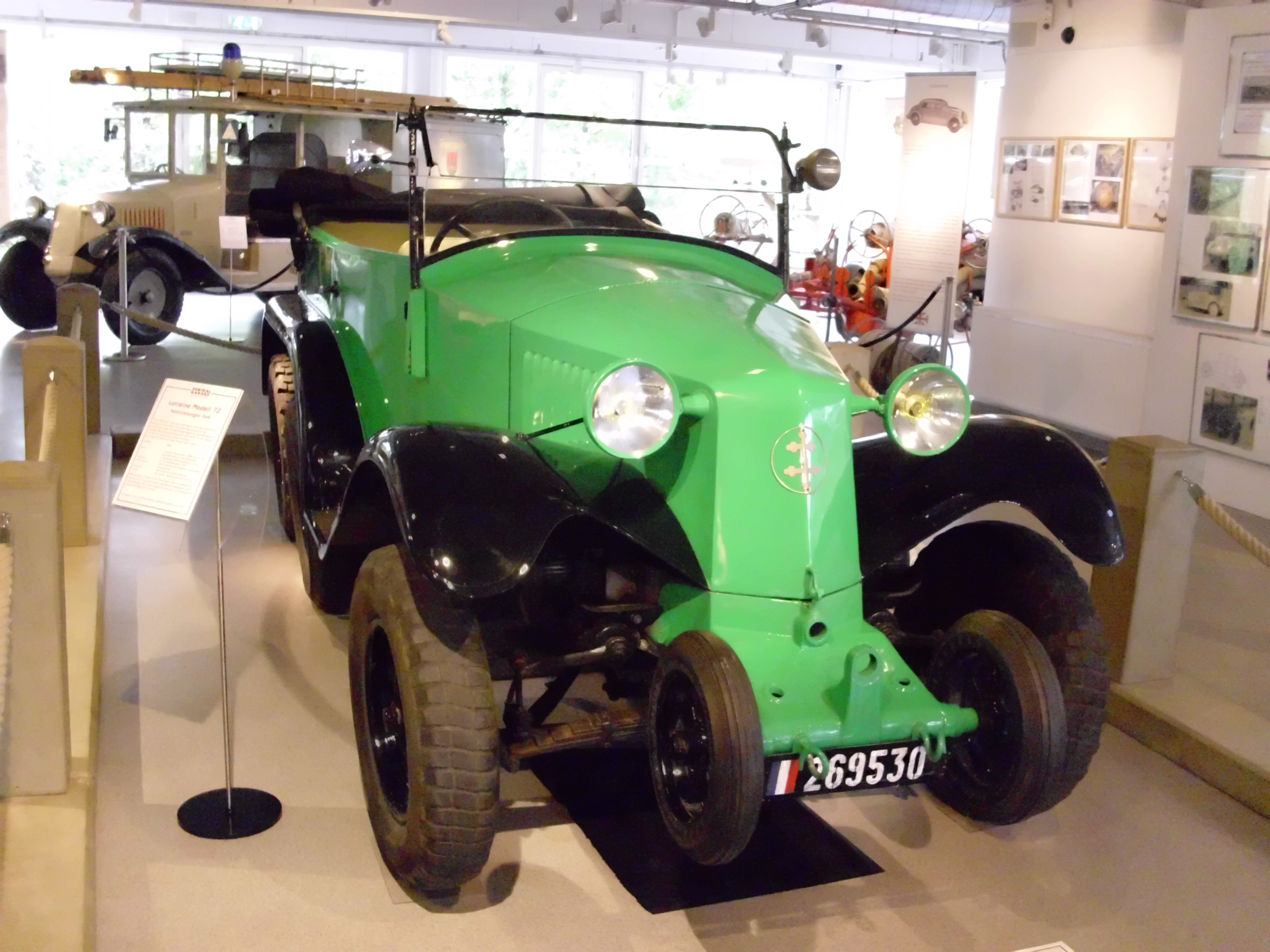
Lorraine 72, ursprünglich für das Militär gebaut, heute in „ziviler“ Farbgebung.